# Ipomoea herpeana
Ipomoea herpeana är en vindeväxtart som beskrevs av T. Deroin. Ipomoea herpeana ingår i släktet praktvindor, och familjen vindeväxter. Inga underarter finns listade i Catalogue of Life.